# ITF Women’s Circuit 2016 (Januar–März)
In den folgenden Tabellen werden die Tennisturniere des ersten Quartals des ITF Women’s Circuit 2016 dargestellt.

## Turnierplan
| Kategorien |
| ---------- |
| $100.000   |
| $75.000    |
| $50.000    |
| $25.000    |
| $10.000    |

### Januar
| Datum 1 | Turnierort                                       | Siegerin Einzel     | Siegerinnen Doppel                           |
| ------- | ------------------------------------------------ | ------------------- | -------------------------------------------- |
| 04.01.  | Hongkong                                         | Viktorija Golubic   | Viktorija Golubic Stephanie Vogt             |
| 04.01.  | Antalya                                          | Tara Moore          | Nastja Kolar Jasmina Tinjić                  |
| 11.01.  | Aurangabad                                       | Tadeja Majerič      | Margarita Lasarewa Valeriya Strakhova        |
| 11.01.  | Daytona Beach                                    | Ons Jabeur          | Natela Dzalamidze Weronika Kudermetowa       |
| 11.01.  | Kairo                                            | Chantal Škamlová    | Petra Krejsová Chantal Škamlová              |
| 11.01.  | Fort-de-France                                   | Irina Ramialison    | Jaqueline Adina Cristian Gaia Sanesi         |
| 11.01.  | Stuttgart                                        | Anna Blinkova       | Anna Blinkova Marija Marfutina               |
| 11.01.  | Hammamet                                         | Angelica Moratelli  | Corinna Dentoni Ilona Kremen                 |
| 11.01.  | Antalya                                          | Ekaterine Gorgodze  | Ágnes Bukta Julia Grabher                    |
| 18.01.  | Guarujá                                          | Montserrat Gonzalez | Paula Cristina Gonçalves Beatriz Haddad Maia |
| 18.01.  | Wesley Chapel                                    | Sofia Kenin         | Ingrid Neel Natalja Wichljanzewa             |
| 18.01.  | Kairo                                            | Chantal Škamlová    | Petra Krejsová Chantal Škamlová              |
| 18.01.  | Petit-Bourg                                      | Marie Bouzková      | Rosalie van der Hoek Kelly Versteeg          |
| 18.01.  | Astana                                           | Olga Doroschina     | Olga Doroschina Jana Sisikowa                |
| 18.01.  | Hammamet                                         | Anastasia Grymalska | Anastasia Grymalska Ilona Kremen             |
| 18.01.  | Antalya                                          | Lina Gjorcheska     | Lina Gjorcheska Ioana Roșca                  |
| 25.01.  | Andrézieux-Bouthéon Engie Open Métropole 42 2016 | Stefanie Vögele     | Elise Mertens An-Sophie Mestach              |
| 25.01.  | Maui The Tennis Championships of Maui 2016       | Christina McHale    | Asia Muhammad Maria Sanchez                  |
| 25.01.  | Bertioga                                         | Sorana Cîrstea      | Indy de Vroome Cristina Dinu                 |
| 25.01.  | Sunrise                                          | Ons Jabeur          | Lenka Kunčíková Karolína Stuchlá             |
| 25.01.  | Kairo                                            | Kamila Kerimbajewa  | Petra Krejsová Chantal Škamlová              |
| 25.01.  | Saint-Martin                                     | Irina Ramialison    | Emina Bektas Alexa Bortles                   |
| 25.01.  | Hammamet                                         | Anastasia Grymalska | Nika Kuchartschuk Alexandra Perper           |
| 25.01.  | Antalya                                          | Başak Eraydın       | Viktória Kužmová Petra Uberalová             |

### Februar
| Datum 1 | Turnierort                                       | Siegerin Einzel        | Siegerinnen Doppel                       |
| ------- | ------------------------------------------------ | ---------------------- | ---------------------------------------- |
| 01.02.  | Midland Dow Corning Tennis Classic 2016          | Naomi Broady           | Catherine Bellis Ingrid Neel             |
| 01.02.  | Launceston Launceston International 2016/Damen   | Han Xinyun             | You Xiaodi Zhu Lin                       |
| 01.02.  | Grenoble                                         | Myrtille Georges       | Manon Arcangioli Alizé Lim               |
| 01.02.  | Scharm El-Scheich                                | Julia Wachaczyk        | Nora Niedmers Julia Wachaczyk            |
| 01.02.  | Glasgow                                          | Anna Zaja              | Nina Stadler Kimberley Zimmermann        |
| 01.02.  | Hammamet                                         | Angelica Moratelli     | Petra Januskova Angelica Moratelli       |
| 01.02.  | Antalya                                          | Anne Schäfer           | Ágnes Bukta Julia Grabher                |
| 08.02.  | Perth                                            | Jaimee Fourlis         | Ashleigh Barty Jessica Moore             |
| 08.02.  | Scharm El-Scheich                                | Sofja Schuk            | Britt Geukens Oana Georgeta Simion       |
| 08.02.  | Sunderland                                       | Kathinka von Deichmann | Emily Arbuthnott Emilie Francati         |
| 08.02.  | Trnava                                           | Jekaterina Alexandrowa | Réka Luca Jani Chantal Škamlová          |
| 08.02.  | Hammamet                                         | Angelica Moratelli     | Anastasia Grymalska Deborah Kerfs        |
| 08.02.  | Antalya                                          | Anne Schäfer           | Steffi Distelmans Daiana Negreanu        |
| 15.02.  | Perth                                            | Arina Rodionova        | Tammi Patterson Katarzyna Piter          |
| 15.02.  | Altenkirchen AK Ladies Open 2016                 | Ysaline Bonaventure    | Ysaline Bonaventure Xenia Knoll          |
| 15.02.  | Neu-Delhi                                        | Sabina Sharipova       | Hsu Ching-wen Lee Ya-hsuan               |
| 15.02.  | Cuernavaca                                       | Marie Bouzková         | Aleksandrina Najdenowa Fanny Stollár     |
| 15.02.  | Surprise                                         | Jamie Loeb             | Jacqueline Cako Danielle Lao             |
| 15.02.  | Scharm El-Scheich                                | Julia Terziyska        | Ilze Hattingh Madrie Le Roux             |
| 15.02.  | Wirral                                           | Silvia Njirić          | Sarah Beth Askew Olivia Nicholls         |
| 15.02.  | Palmanova                                        | Martina Di Giuseppe    | Walerija Sawinych Aljona Sotnykowa       |
| 15.02.  | Hammamet                                         | Victoria Larrière      | Petra Januskova Sviatlana Pirazhenka     |
| 15.02.  | Antalya                                          | Elena-Gabriela Ruse    | Petja Arschinkowa Elena-Gabriela Ruse    |
| 22.02.  | Kreuzlingen ITF Women’s Circuit UBS Thurgau 2016 | Kristýna Plíšková      | Antonia Lottner Amra Sadikovic           |
| 22.02.  | Port Pirie                                       | Barbara Haas           | Lee Ya-hsuan Riko Sawayanagi             |
| 22.02.  | São Paulo                                        | Sara Sorribes Tormo    | Catalina Pella Daniela Seguel            |
| 22.02.  | Beinasco                                         | Isabella Shinikova     | Arantxa Rus İpek Soylu                   |
| 22.02.  | Moskau                                           | Irina Chromatschowa    | Anastassija Komardina Nina Stojanović    |
| 22.02.  | Rancho Santa Fe                                  | Zhang Shuai            | Asia Muhammad Taylor Townsend            |
| 22.02.  | Scharm El-Scheich                                | Tereza Mihalíková      | Elena-Teodora Cadar Oana Georgeta Simion |
| 22.02.  | Palmanova                                        | Olga Sáez Larra        | Martina Di Giuseppe Giorgia Marchetti    |
| 22.02.  | Hammamet                                         | Chantal Škamlová       | Despina Papamichail Chantal Škamlová     |
| 22.02.  | Antalya                                          | Elena-Gabriela Ruse    | Dasha Ivanova Elena-Gabriela Ruse        |
| 29.02.  | Mildura                                          | Anastassija Piwowarowa | Olivia Tjandramulia Jessica Wacnik       |
| 29.02.  | Campinas                                         | Dajana Jastremska      | Gabriela Cé Florencia Molinero           |
| 29.02.  | Nanjing                                          | Anastassija Gassanowa  | Li Yihong Wang Yan                       |
| 29.02.  | Scharm El-Scheich                                | Viktória Kužmová       | Alena Fomina Ekaterina Yashina           |
| 29.02.  | Mâcon                                            | Claire Feuerstein      | Manon Arcangioli Silvia Njirić           |
| 29.02.  | Tarragona                                        | Joséphine Boualem      | Irina Maria Bara Aljona Sotnykowa        |
| 29.02.  | Hammamet                                         | Julia Grabher          | Julia Grabher Isabella Schinikowa        |
| 29.02.  | Antalya                                          | Viktoriya Tomova       | Vivien Juhászová Tereza Malíková         |

### März
| Datum 1 | Turnierort                                                | Siegerin Einzel        | Siegerinnen Doppel                        |
| ------- | --------------------------------------------------------- | ---------------------- | ----------------------------------------- |
| 07.03.  | Curitiba                                                  | Catalina Pella         | Catalina Pella Daniela Seguel             |
| 07.03.  | Puebla                                                    | Irina Chromatschowa    | Akiko Omae Prarthana Thombare             |
| 07.03.  | Nanjing                                                   | Liu Fangzhou           | Lee Pei-chi Zhang Ying                    |
| 07.03.  | Scharm El-Scheich                                         | Anna Morgina           | Alena Fomina Ekaterina Yashina            |
| 07.03.  | Amiens                                                    | Laura Schaeder         | Gioia Barbieri Giorgia Marchetti          |
| 07.03.  | Hammamet                                                  | Isabella Schinikowa    | Julia Grabher Naomi Totka                 |
| 07.03.  | Antalya                                                   | Anne Schäfer           | Yvonne Neuwirth Nicole Rottmann           |
| 07.03.  | Weston, FL                                                | Katerina Stewart       | Katerina Stewart Tess Sugnaux             |
| 14.03.  | Canberra                                                  | Eri Hozumi             | Ashleigh Barty Arina Rodionova            |
| 14.03.  | Irapuato                                                  | Françoise Abanda       | Ljudmyla Kitschenok Nadija Kitschenok     |
| 14.03.  | Nanjing                                                   | Liu Chang              | Chayenne Ewijk Rosalie van der Hoek       |
| 14.03.  | Scharm El-Scheich                                         | Anna Zaja              | Anastassija Komardina Jana Sisikowa       |
| 14.03.  | Gonesse                                                   | Kathinka von Deichmann | Marine Partaud Laëtitia Sarrazin          |
| 14.03.  | Hammamet                                                  | Isabella Shinikova     | Georgia Brescia Despina Papamichail       |
| 14.03.  | Antalya                                                   | Markéta Vondroušová    | Olga Doroshina Anastassija Wassyljewa     |
| 14.03.  | Orlando, FL                                               | Katerina Stewart       | Ulrikke Eikeri Quirine Lemoine            |
| 21.03.  | Quanzhou ITF Women’s Circuit Quanzhou 2016                | Wang Qiang             | Shuko Aoyama Makoto Ninomiya              |
| 21.03.  | Canberra                                                  | Miyu Katō              | Ashleigh Barty Arina Rodionova            |
| 21.03.  | Naples, FL                                                | Barbara Haas           | Walerija Solowjowa Maryna Zanevska        |
| 21.03.  | São José do Rio Preto                                     | Laura Pigossi          | Carolina M. Alves Camila Giangreco Campiz |
| 21.03.  | Scharm El-Scheich                                         | Karolína Muchová       | Weronika Kapschaj Anastasija Schoschyna   |
| 21.03.  | Le Havre                                                  | Martina Di Giuseppe    | Bernarda Pera Sabrina Santamaria          |
| 21.03.  | Iraklio                                                   | Julie Gervais          | Alexandra Pospelowa Alina Silitsch        |
| 21.03.  | Nishi-Tama                                                | Magdalena Fręch        | Robu Kajitani Mihoki Miyahara             |
| 21.03.  | Hammamet                                                  | Claudia Giovine        | Julia Grabher Isabelle Wallace            |
| 21.03.  | Antalya                                                   | Caroline Romeo         | Ágnes Bukta Vivien Juhászová              |
| 28.03.  | Croissy-Beaubourg Engie Open de Seine-et-Marne 2016       | Ivana Jorović          | Jocelyn Rae Anna Smith                    |
| 28.03.  | Osprey, FL The Wilde Lexus Women’s Pro Circuit Event 2016 | Madison Brengle        | Asia Muhammad Taylor Townsend             |
| 28.03.  | Kōfu                                                      | Susanne Celik          | Shuko Aoyama Erina Hayashi                |
| 28.03.  | Manama                                                    | Tereza Mihalíková      | Anna Kalinskaja Tereza Mihalíková         |
| 28.03.  | São José dos Campos                                       | Nadia Podoroska        | Camila Giangreco Campiz Constanza Vega    |
| 28.03.  | Scharm El-Scheich                                         | Mariam Bolkwadse       | Mariam Bolkwadse Nastja Kolar             |
| 28.03.  | Iraklio                                                   | Alexandra Pospelowa    | Alexandra Pospelowa Alina Silitsch        |
| 28.03.  | León                                                      | Renata Zarazúa         | Chanel Simmonds Renata Zarazúa            |
| 28.03.  | Hammamet                                                  | Elena-Gabriela Ruse    | Katharina Hobgarski Elena-Gabriela Ruse   |
| 28.03.  | Antalya                                                   | Viktoriya Tomova       | Ayla Aksu Melis Sezer                     |